# Faqie
Faqie (tiếng Ả Rập: الفقيع) là một ngôi làng Syria nằm ở Kafr Nabl Nahiyah ở huyện Maarrat al-Nu'man, Idlib. Theo Cục Thống kê Trung ương Syria (CBS), Faqie có dân số 1015 trong cuộc điều tra dân số năm 2004.